# Batalla del Mar de les Filipines
La batalla del Mar de les Filipines (19 i 20 de juny de 1944) va ser una batalla naval decisiva de la Segona Guerra Mundial, que eliminà definitivament la capacitat de l'Armada Imperial Japonesa per dur a terme accions a gran escala. Va tenir lloc durant la invasió amfíbia dels Estats Units de les Illes Mariannes, durant la Guerra del Pacífic. La batalla va ser l'últim dels cinc grans enfrontaments navals entre les forces nord-americanes i japoneses del conflicte.

## Antecedents
Des de l'inici del conflicte, el pla de guerra japonès havia estat descoratjar als Estats Units d'Amèrica infligint aquestes pèrdues severes i doloroses en el seu exèrcit que el públic es convertiria cansada de la guerra i el govern nord-americà estaria convençut perquè Japó per mantenir les seves conquestes en l'est i el sud-est d'Àsia. Amb la mort de l'almirall Isoroku Yamamoto, el 19 d'abril de 1943, l'almirall Mineichi Koga el va succeir com a Comandant en Cap de la Flota Combinada. Sota la seva direcció, l'Armada Imperial Japonesa va procurar entaular la flota americana en una sola batalla decisiva a principis de 1944.
La seva capacitat per lluitar i guanyar aquesta batalla se li escapava al Japó. Les pèrdues en pilots que l'Armada Imperial va patir en les batalles de portaavions al Mar del Corall i Midway, i en la llarga campanya de les Illes Salomó de 1942-1943, havien afeblit enormement la capacitat de la marina de guerra japonesa per atacar amb els seus portaavions. En la campanya de Guadalcanal, les pèrdues sofertes reduïren dràsticament el nombre de pilots qualificats disponibles per omplir els grups aeris de transport, i finalment les pèrdues sofertes en la campanya de les Illes Salomó pogueren ser absorbides, substituïdes i reparades per la Marina dels Estats Units, però no pels japonesos.
Al març de 1944, el Comandant de la Flota Combinada, l'almirall Mineichi Koga, va morir quan el seu avió va volar en un tifó i es va estavellar i es va nomenar l'almirall Soemu Toyoda, qui va continuar la finalització dels plans japonesos coneguts com "Pla A-Go", o la "Operació A-Go". El Pla va ser adoptat a principis de juny de 1944, quan 535 vaixells van començar desembarcar 128.000 efectius de l'Exèrcit dels Estats Units a l'illa de Saipan. L'objectiu aliat era la creació de camps d'aviació que tinguessin Tòquio a l'abast dels B-29. En qüestió de setmanes es va posar en marxa contra la flota nord-americana ara detectada en direcció a Saipan.

## Batalla
Era imperatiu per als comandants japonesos alliberar Saipan, i només es podia destruint la Cinquena Flota dels Estats Units, que tenia el doble d'efectius, i a més els seus avions s'estaven convertint o ja eren obsolets. Els japonesos tenien considerables defenses antiaèries, però no tenien espoletes de proximitat o bons radars.
Amb les probabilitats en contra, l'estratègia d'Ozawa, com els seus avions tenien més abast doncs no disposaven d'armadura protectora. consistí en la col·locació dels seus flota a 480 quilòmetres, els avions japonesos colpejarien els portaavions nord-americans, aterrant a Guam per proveir-se de combustible, colpejar l'enemic de nou i tornar als seus portadors. Ozawa també comptava amb uns 500 avions a terra a Guam i altres illes.
L'almirall Raymond Spruance era al comandament general de la Cinquena flota. El pla japonès hauria fracassat si la flota dels Estats Units hagué atacat en Ozawa agressivament; Ozawa havia deduït correctament que Spruance no atacaria perquè la protecció dels desembarcats a Saipan era la seva primera prioritat.
Les forces van convergir en la major batalla naval de la Segona Guerra Mundial fins aquell moment. Durant el mes anterior els destructors nord-americans havien destruït 17 dels 25 submarins de la força de detecció d'Ozawa i les incursions nord-americanes van destruir els avions terrestres japonesos.
L'atac principal d'Ozawa no estava coordinat, els avions japonesos arriben als objectius de manera esglaonada. Arran d'una ordre del Chester Nimitz, els portaavions nord-americans tenien centres d'informació de combat, que interpretaven el flux de dades de radar i comunicava per ràdio les ordres d'intercepció als Grumman F6F Hellcat. Els pocs atacants que arribaven a la flota dels Estats Units van trobar un foc antiaeri amb espoletes de proximitat. Només un vaixell de guerra americà va ser lleugerament danyat.
En el segon dia, els avions nord-americans de reconeixement van situar la flota d'Ozawa i els submarins van enfonsar dos portaavions japonesos. Marc Mitscher va llançar 230 avions torpeders i bombarders en picat, descobrint que l'enemic era fora de l'abast de les naus i va decidir que per aquesta oportunitat de destruir la flota japonesa valia la pena el risc de pèrdues d'aeronaus a causa de quedar-se sense combustible en el vol de tornada. Es van perdre 130 avions i 76 tripulacions; No obstant això, el Japó va perdre 450 avions, tres portaavions, i 445 de pilots.

## Conseqüències
La força de portaavions de l'Armada Imperial Japonesa va ser destruïda de manera efectiva.